# ژان پیر دلونه
ژان پیر دلونه (انگلیسی: Jean-Pierre Delaunay؛ زادهٔ ۱۷ ژانویهٔ ۱۹۶۶) بازیکن فوتبال اهل فرانسه است.
از باشگاه‌هایی که او در آن بازی کرده‌ می‌توان به باشگاه فوتبال لو آور و باشگاه فوتبال داندی یونایتد اشاره کرد.